# Chloryty

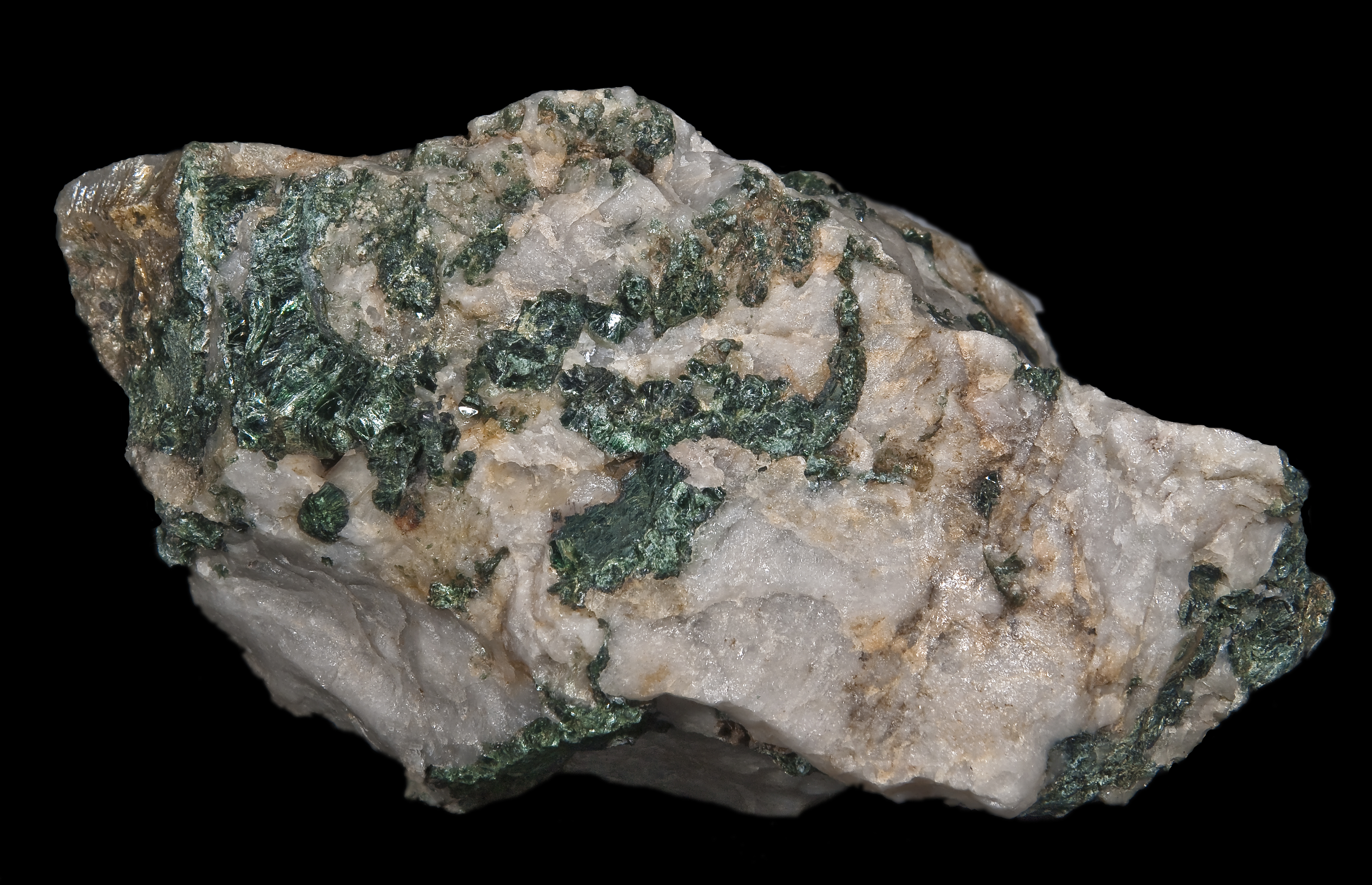
chloryt

Chloryty – grupa minerałów zaliczana do gromady krzemianów. Należą do minerałów szeroko rozpowszechnionych na Ziemi.
Nazwa pochodzi od gr. Chloros (khloros) = zielony i nawiązuje do częstej barwy tych minerałów.

## Właściwości
- Wzór chemiczny: są to glinokrzemiany metali dwu i trójwartościowych, głównie: magnezu, glinu, żelaza, rzadziej: chromu, niklu, manganu, cynku.
- Układ krystalograficzny: jednoskośny
- Twardość: niewielka, zwykle 2-3
- Gęstość: od 2,5 do 3,4; sporadycznie większa
- Rysa: szarozielona, biała
- Barwa: najczęściej zielona (w odcieniach), też: biała, żółta, brunatna, czarna
- Przełam: nierówny
- Połysk: perłowy, szklisty, tłusty
- Łupliwość:  doskonała jednokierunkowa

Zazwyczaj tworzą kryształy o pokroju sześciobocznych tabliczek, blaszek, łuseczek, słupków. Występują w skupieniach zbitych, ziarnistych, skrytokrystalicznych, ziemistych, proszkowych, wachlarzowych. Często tworzą żyłki, naloty, i naskorupienia.
Systematyka chlorytów nastręcza trudności. Chloryty klasyfikuje się najczęściej dwojako: na podstawie ich składu chemicznego i na podstawie ich zasadniczych własności optycznych.

Ze względu na skład chemiczny chloryty dzielimy na:
- magnezowe (ortochloryty): chloryt magnezowy, pennin, klinochlor, sheridanit = grochowit, ripidolit, korundofilit
- żelaziste: szamozyt, pseudoturyngit, brunsvigit, dafnit, ripidolit, delesyt
- chromowe: kammereryt (rodochrom), klinochlor chromowy, koczubeit, cookeit, manandonit
- manganowe: pennantyt, gonyertyt
- niklowe: nimit
- cynkowe

## Występowanie
Występują w wielu skałach osadowych. Często pojawiają się w druzach i szczelinach wśród pegmatytów, wypełniają geody i migdały w skałach wulkanicznych. Pojawiają się w strefie wietrzenia jako minerały wtórne. Tworzą pseudomorfozy po innych minerałach. 
Miejsca występowania:
- chloryt magnezowy – poznany w Traversella, Piemont Włochy, USA – Karolina Pn, Massachusetts, Austria – Styria
- klinochlor – w okolicach Złotego Stoku, Jeleniej Góry, Strzelina - Polska,
- sulunit _ Zagłębie Donieckie Ukraina
- brunsvigit – Niemcy – G. Harz, Wielka Brytania – Kornwalia
- delesyt  (menalolit) – w okolicach Krakowa, Złotoryi - Polska,
- szamozyt (chamosyt) – Francja – Lotaryngia, Czechy, Rosja – Ural, okolice Częstochowy - Polska,
- pennantyt – Wielka Brytania – Carnavonshire,
- klementyn – Czechy  - Kutna Hora
- koczubeit – Rosja – Ural (Karkadinsk)
- cookeit – Szwecja, USA – Maine,
- manandonit – Madagaskar
- chlorytoid – Rosja – Ural, Luksemburg, Belgia
- ganofyllit – Szwecja - Harstig, USA – New Jersey

## Zastosowanie
- interesują naukowców
- interesują kolekcjonerów
- wykorzystywane jako materiał rzeźbiarski
- do wyrobu drobnej galanterii ozdobnej